# Круг, Дидерих
Дидерих Круг (нем. Diederich Krug; 25 мая 1821 — 7 апреля 1880) — немецкий композитор. Отец композитора Арнольда Круга.
Сын владельца столярной мастерской, перебравшегося в Гамбург из Ростока. Учился музыке у гамбургских композиторов-полудилетантов: Юлиуса Мельхерта и Якоба Шмитта (брата Алоиса Шмитта). На протяжении всей жизни сочинял песни, романсы и лёгкие фортепианные пьесы, общим счётом более 350 произведений. Кроме того, Кругу принадлежит ряд фортепианных обработок; в частности, фортепианное переложение хора цыган из второго действия оперы Джузеппе Верди «Трубадур» было переиздано в годы Гражданской войны в США в городе Мейкон в рамках деятельности музыкантов и предпринимателей южных штатов по созданию собственного музыкального наследия, поднимающего гражданский дух.